# L̮̄
L̮̄ (minuscule : l̮̄), appelé L macron brève souscrite, est une lettre utilisée dans la romanisation ISO 15919.

## Représentations informatiques
Le L macron brève souscrite peut être représenté avec les caractères Unicode suivants :
- décomposé (commandes C0 et latin de base, diacritiques) :

| formes    | représentations | chaînes de caractères | points de code       | descriptions                                                             |
| --------- | --------------- | --------------------- | -------------------- | ------------------------------------------------------------------------ |
| capitale  | L̮̄               | L◌̮◌̄                   | U+004C U+032E U+0304 | lettre majuscule latine l diacritique brève souscrite diacritique macron |
| minuscule | l̮̄               | l◌̮◌̄                   | U+006C U+032E U+0304 | lettre minuscule latine l diacritique brève souscrite diacritique macron |